# Vibius Philippus

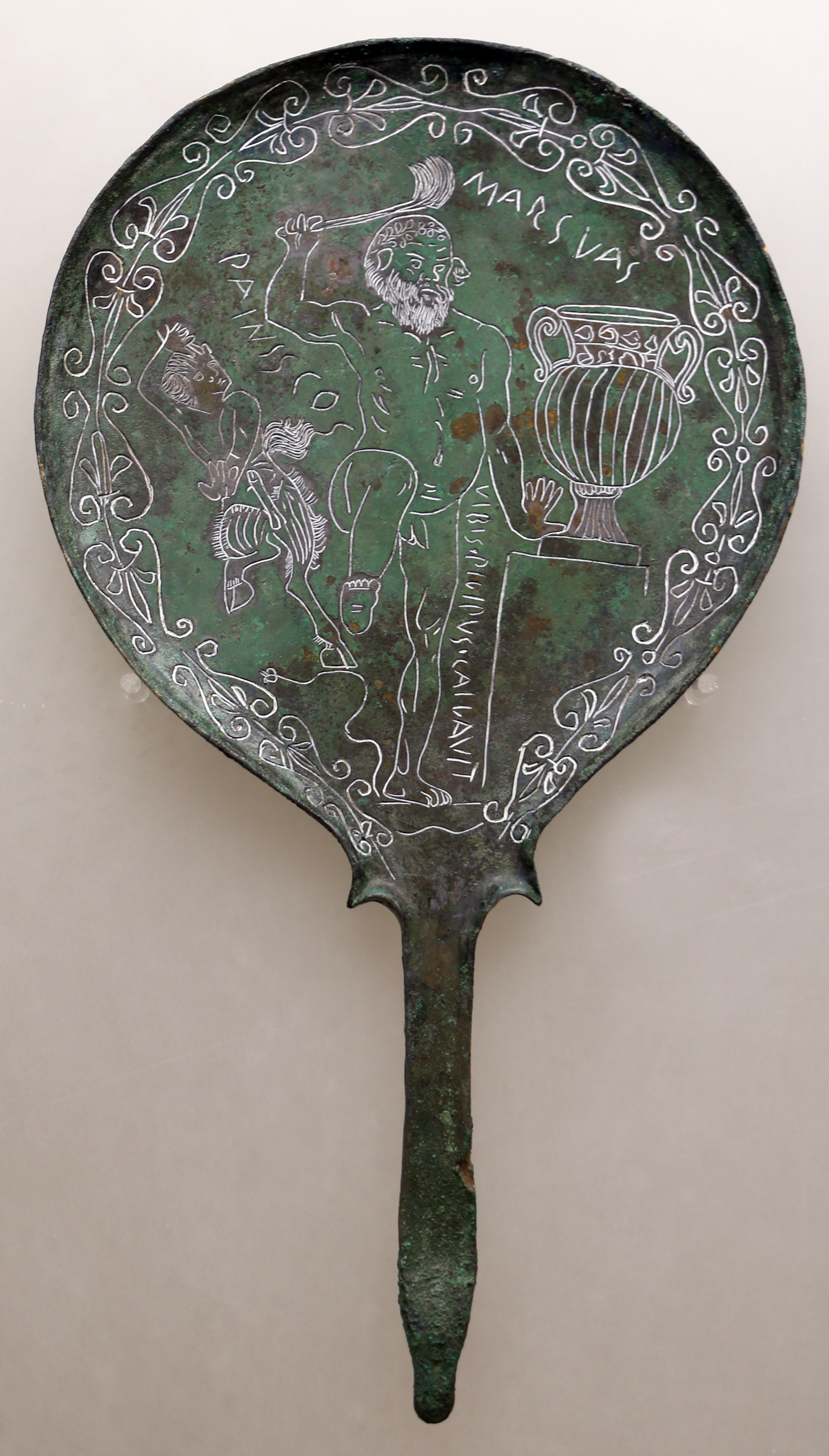
Der von Vibius Philippus geschaffene und signierte Spiegel; die Signatur findet sich neben dem Standbein des Marsyas

Vibius Philippus war ein antiker praenestinischer caelator (Ziseleur), der im dritten Viertel des 3. Jahrhunderts v. Chr. tätig war.
Vibius Philippus ist heute einzig durch seine Signatur auf einem Bronzespiegel bekannt. Die Umstände seiner Auffindung sind nicht mehr bekannt, doch gilt als gesichert, dass der Spiegel im latinischen Praeneste gefertigt wurde. Der Spiegel wurde 1866 oder 1867 vom Sammler Augusto Castellani für das Museum Kircherianum erworben. Er befindet sich heute in der Sammlung des Museo Nazionale Etrusco di Villa Giulia in Rom. Die Inschrift lautet lateinisch VIBIS • PILIPVS • CAILAVIT, ergänzt zu Vibi(u)s P(h)ilip(p)us cailavit (beziehungsweise caelavit), zu deutsch in etwa Vibius Philippus hat (es) graviert. Es ist das erste Mal, dass in einer Künstlersignatur caelavit Verwendung fand. Überhaupt sind Signaturen auf antiken Spiegeln überaus selten. Anhand der Namensform wurde verschiedentlich gefolgert, dass der Name sowohl oskischer als auch griechischer Herkunft sein könnte. Der Spiegel zeigt den durch weitere Inschriften klar gekennzeichneten Marsyas und einen kindlichen Pan.